# Convair 340

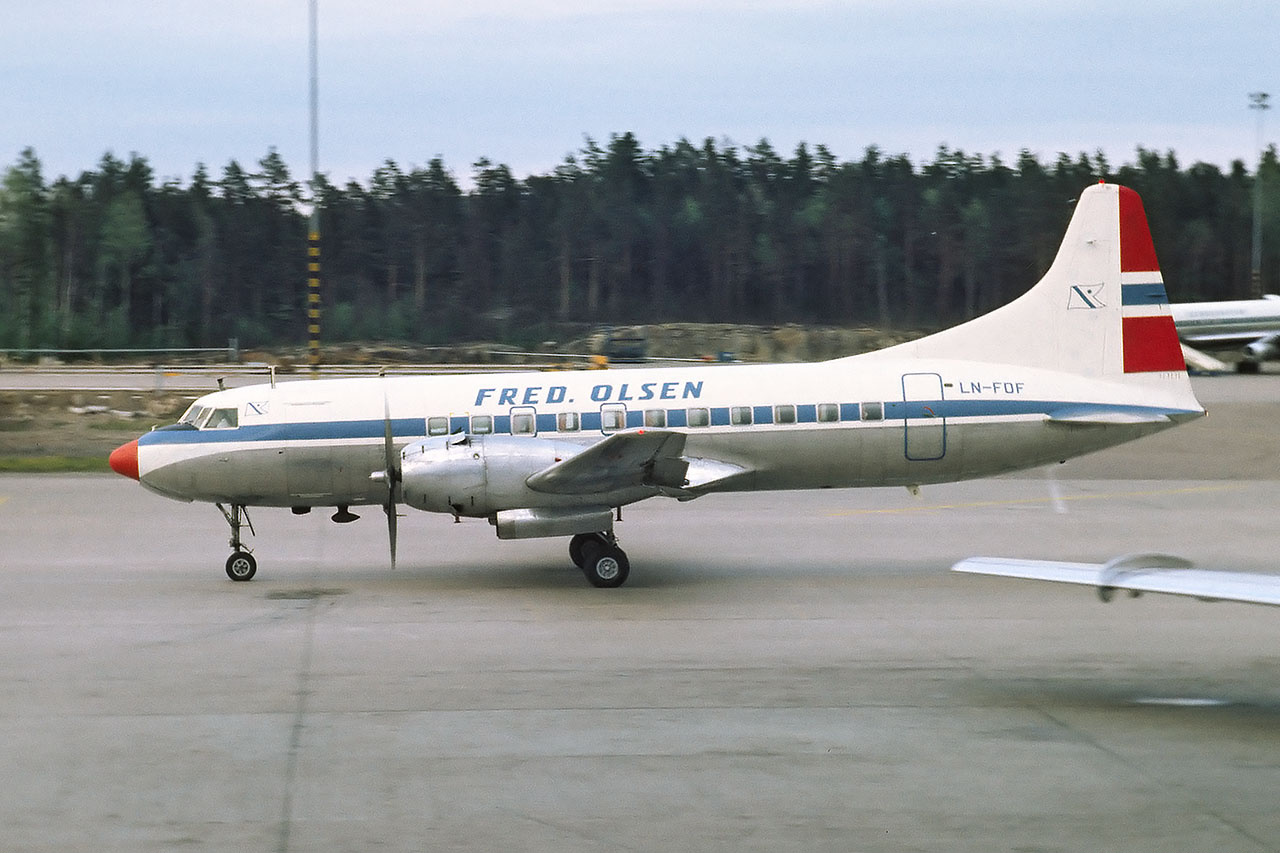
Convair CV-340, Fred. Olsen Airtransport, Arlanda 1970

Convair CV-340 är ett lågvingat monoplan i metallkonstruktion, tillverkad av Convair. CV-340 flög för första gången den 5 oktober 1951. Totalt tillverkades 212 exemplar av maskinen för den civila marknaden och 102 exemplar för USAF och US Navy. Ett stort antal CV-340 modifierades senare till så kallad "CV-440-standard". En vidareutveckling av modell CV-340 skulle bli CV-340B (året var 1954) men beteckningen ändrades innan produktionens start till Convair 440 Metropolitan.